# Izoterma Gibbsa
W chemii fizycznej izoterma adsorpcji przedstawia zależność między ilością substancji zaadsorbowanej na powierzchni (np. elektrody) a aktywnością tej substancji w roztworze oraz dodatkowymi zmiennymi termodynamicznymi - przy ustalonej temperaturze. Ogólne termodynamiczne równanie - podane po raz pierwszy przez Gibbsa - ma postać:
{\displaystyle -d\sigma =\sum _{i=1}^{r}{\Gamma _{i}d\mu _{i}}}
gdzie:
- {\displaystyle \sigma } - napięcie powierzchniowe
- {\displaystyle \Gamma _{i}} - nadmiarowe stężenie powierzchniowe składnika {\displaystyle i}
- {\displaystyle \mu _{i}} - potencjał chemiczny składnika {\displaystyle i}
- {\displaystyle r} - liczba składników